# Шахиди, Гульсифат
Гульсифат Гаффоровна Шахиди (тадж. Гулсифат Ғаффоровна Шаҳидӣ; 1 января 1955, Ленинград, РСФСР) — таджикская журналистка, литературовед, прозаик. Лауреат российской премии «Писатель года» в номинации «Детская литература» (2020).

## Биография
Гульсифат Гаффоровна Шахиди, родилась 1 января 1955 года в семье экономистов Гаффора и Масруры Саттаровых. выпускница отделения журналистики Таджикского Госуниверситета. Медалистка, Ленинский стипендиат, кандидат филологических наук. По книгам Шахиди Гульсифат проводились Литературные и Творческие вечера в Лондоне, Москве, Душанбе, Тель-Авиве, Нью-Йорке, Вашингтоне, Нур-Султане, Минске, Брюсселе, Стокгольме, Калининграде, Суворове и других городах. Член Союза писателей России и Евразийской творческой гильдии. Живёт и работает в Москве и Лондоне. Супруга известного таджикского композитора Толибхон Зиядуллаевич Шахиди (род 1946), мать троих сыновей.
После успешного окончания (красный диплом) университета начинает свою творческую деятельность в Душанбе, где работает корреспондентом Молодёжной республиканской газеты. Затем поступает в аспирантуру и успешно защищает диссертацию на тему таджикско-русских литературных связей 20-30-х годов. На основании диссертации написала научно-популярный очерк. По окончании аспирантуры работает зав. группой синхронного перевода Парламента Республики Таджикистан. Последующие годы работает в Москве и Душанбе редактором, а затем заведующим радио и телевидения таджикского филиала МГТРК «Мир». Выпустила несколько радио и телепрограмм, сюжеты и клипы.
Позже начала свою литературную деятельность. Написала и выпустила одиннадцать книг, которые были переведены и опубликованы на четырёх языках (английский, русский, таджикский и персидский), большое количество статей, рецензий и отзывов.

## Книги
- Город, где сбываются мечты, повесть, 2015[4][5]
- Соседушки, повесть, 2016[6]
- Сентиментальное путешествие, или всему своё время, научно популярный очерк, 2016[7]
- Фарход из Навгилема, рассказы, 2017[8]
- Поделись любовью, автобиографическая повесть, 2017
- К Востоку устремлён мой взор (В.Жуковский и Восток), Научно-популярный очерк, 2017[9]
- Сказки бабушки Гульсифат, 2018[10]
- Свет мой, солнышко, 2018[11]
- В этом райском уголке земли, 2018 Архивная копия от 27 июля 2021 на Wayback Machine[12]
- Настоящий рай — потерянный рай, 2018 Архивная копия от 27 июля 2021 на Wayback Machine[13]
- Защити меня, 2019 Архивная копия от 27 июля 2021 на Wayback Machine[14]